# Ornatjuveltrast
Ornatjuveltrast (Pitta concinna) är en nyligen urskild fågelart i familjen juveltrastar inom ordningen tättingar.

## Utseende och läte
Ornatjuveltrasten är en typisk juveltrast, med knubbig kropp, kort stjärt och långa ben. Ovansidan är lysande grön med en elektriskt blå fläck på skuldra och övergump samt svart huvud med ett tydligt ljust ögonbrynsstreck. Undersidan är guldbeige med svart och lysande rött på buken. Ungfågeln är mattare i färgerna, med begränsat blått i vingen, skäraktig buk och orangespetsad näbb. Arten är mycket lik praktjuveltrasten men har i genomsnitt mer svart på strupen och nedre delen av buken samt ett rätt jämnt uppdelat ögonbrynsstreck i rostrött och vitt. Lätet skiljer sig också, där ornatjuveltrastens består av en dubblerad vissling.

## Utbredning och systematik
Arten förekommer i Små Sundaöarna, på öarna Nusa Penida sydost om Bali, Lombok, Sumbawa, Flores, Adonara, Lomblen och Alor. Tidigare behandlades den som underart till praktjuveltrast (Pitta elegans). Sedan 2021 urskiljs den dock vanligen som egen art.

## Levnadssätt
Ornatjuveltrasten hittas i skog, buskmarker och plantage i låglänta områden och förberg. Den håller sig mest på marken, men kan ses högre upp när den sjunger.

## Status och hot
Arten har ett stort utbredningsområde, men tros minska i antal, dock inte tillräckligt kraftigt för att den ska betraktas som hotad. Internationella naturvårdsunionen IUCN listar arten som livskraftig (LC). Beståndet uppskattas till i storleksordningen 20 000 till 40 000 vuxna individer.